# منطقه شرق (کامرون)
منطقه شرق (به لاتین: East Region) یکی از منطقه‌های کامرون است. منطقه شرق ۸۲۴٬۲۰۴ نفر جمعیت دارد.

## نگارخانه

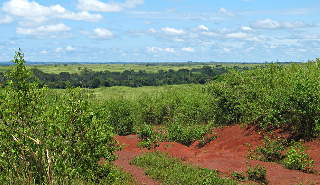
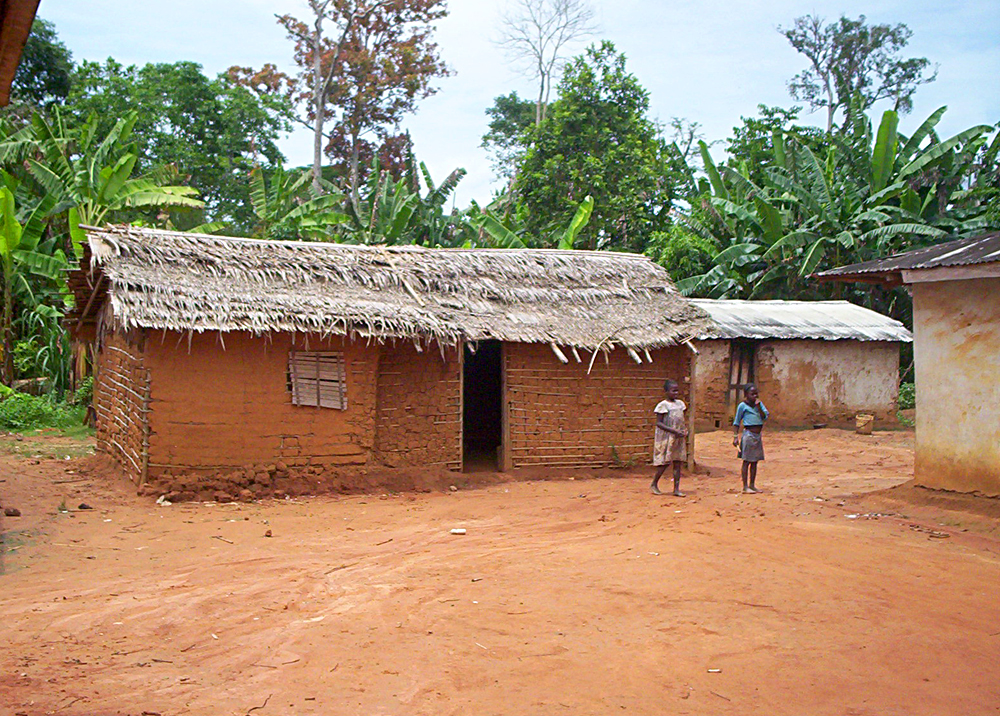
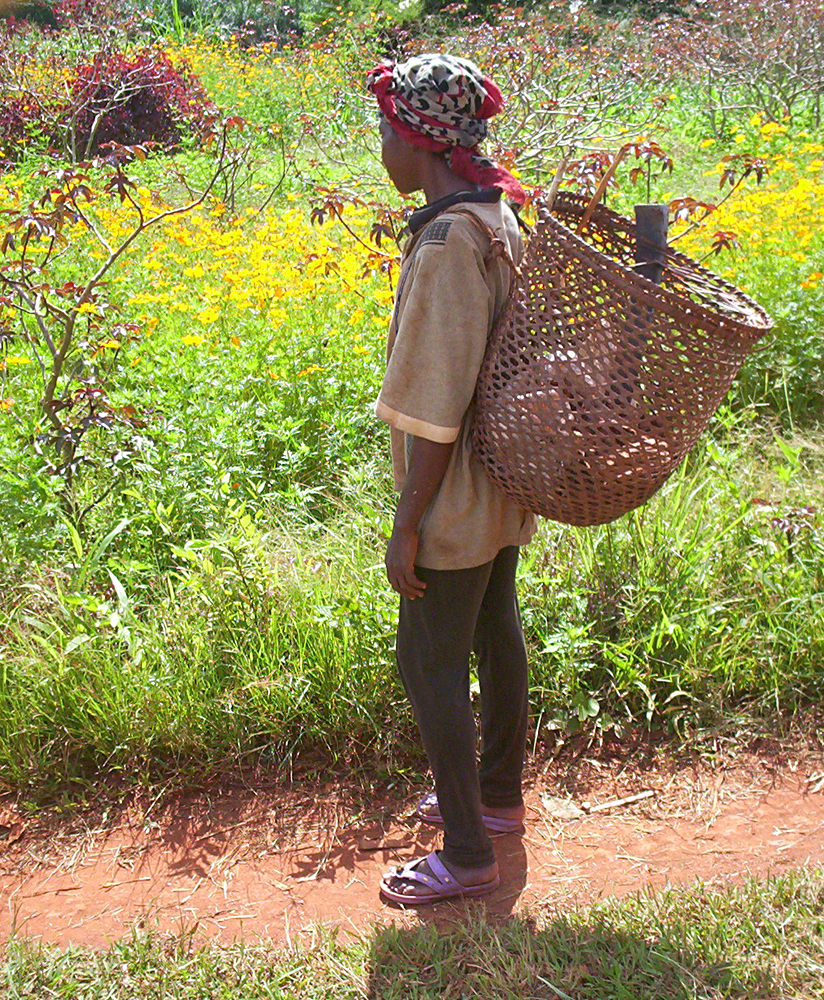